# Les Mées (Alpes-de-Haute-Provence)
Les Mées (Aussprache: [leː meː], früher [leː mɛs]; Provenzalisch: Lei Meas) ist eine französische Gemeinde mit 3992 Einwohnern (Stand 1. Januar 2022) im Département Alpes-de-Haute-Provence in der Region Provence-Alpes-Côte d’Azur. Sie ist dem Arrondissement Digne-les-Bains und dem Kanton Oraison zugeteilt.

## Geografie

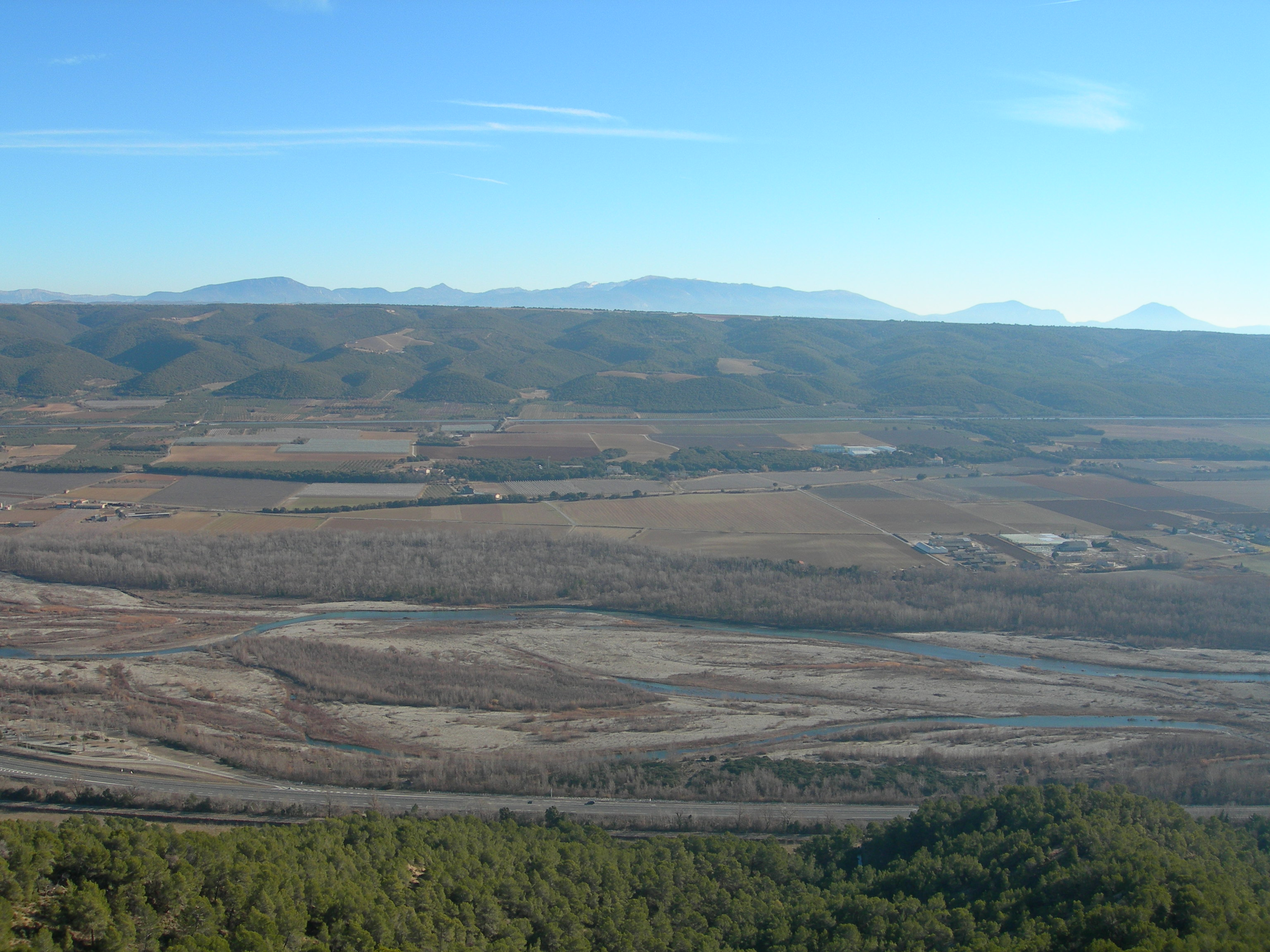
Blick über das Tal der Durance bei Les Mées nach Osten. Im Bildhintergrund zeichnen sich die Berge der Westalpen über dem Valensole-Plateau ab.

Die südfranzösische Gemeinde liegt auf 410 Metern Höhe im Tal der Durance an der Autoroute A51 (die der Europastraße 712 entspricht) ungefähr auf halbem Weg zwischen Grenoble und Marseille.
Das Gemeindegebiet ist über 65 Quadratkilometern groß und umfasst zahlreiche Ortsteile, die alle flussabwärts (südlich) des Dorfkerns liegen. Dabisse, der über eine eigene Schule und ein eigenes Gemeindehaus verfügt, ist dabei der wichtigste Ableger; Pourcelles heißt der entlegenste Weiler.

### Les Pénitents

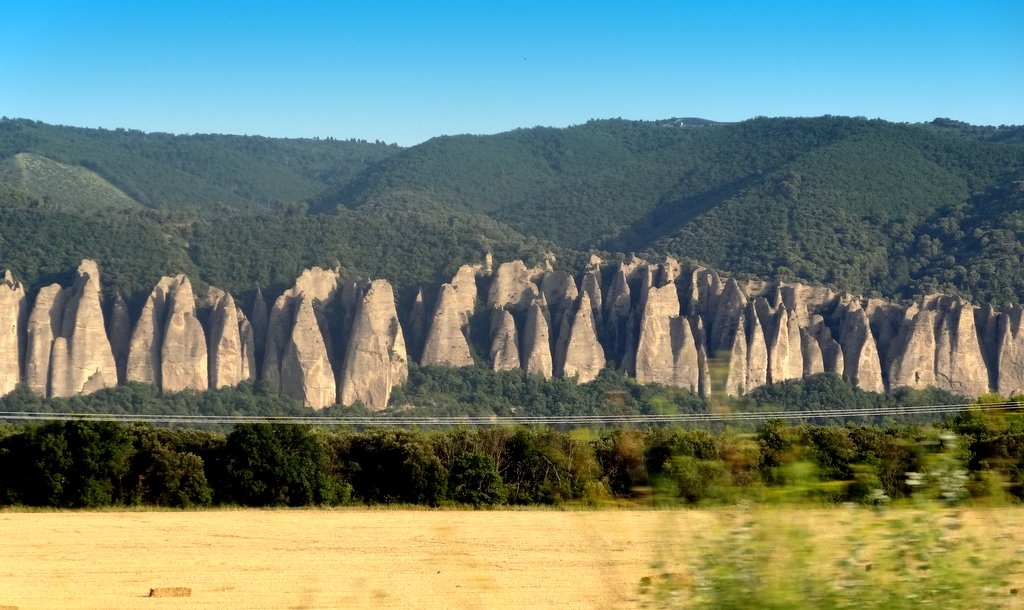
Felsformation Les Pénitents bei Les Mées

Eine geologische Besonderheit macht den Ort unverwechselbar. Es sind Les Pénitents (‚Die Büßer‘), eine bizarre Felsformation, die sich weithin sichtbar oberhalb des Dorfes erhebt. Sie erstreckt sich über circa einen Kilometer und die höchste Spitze überragt das Tal um 114 Meter. Das Aussehen der Felsen erinnert an eine Gruppe von Ordensbrüdern, die Mönchskutten mit Kapuzen tragen. Obwohl es den Eindruck macht, das Gebilde setze sich aus einzelnen Kegeln zusammen, handelt es sich in Wirklichkeit um einen einzigen großen Sedimentkörper, der aus zahlreichen übereinander liegenden Schichten eines Konglomerats (ein zu Gestein verfestigter Grobkies) besteht. Das heutige Aussehen des Felsmassivs ist das Ergebnis des Zusammenspiels von Erosion und Klüftung: Das Konglomerat, aus dem die Pénitents bestehen, ist sehr widerständig gegen Erosion und ist daher auf natürliche Weise aus dem Berg herauspräpariert worden. Da Erosion bevorzugt an den natürlichen Klüften, die jedes Gestein durchziehen, angreift, wurden aus dem Konglomeratkörper die einzelnen Kegel herauspräpariert. Die Pénitents gehören zum Valensole-Plateau, bei dem es sich eigentlich um ein ehemaliges Sedimentbecken handelt, das im westlichen Alpenvorland ab dem frühen Miozän (Burdigalium, vor ca. 20 Millionen Jahren) mit Alpen-Molasse zugeschüttet wurde heute aber vorwiegend ein Erosionsgebiet ist. Die Konglomeratschichten, aus denen die Pénitents bestehen, wurden an der Wende vom Miozän zum Pliozän, vor etwa 5 Millionen Jahren durch Flüsse abgelagert.
Um abfließendes Regenwasser aus den Bergen umzuleiten, das nach schweren Gewittern mehrmals Les Mées verwüstet hatte, wurde im 18. Jahrhundert eine 200 Meter lange Galerie in den Fels getrieben.

## Geschichte

### Toponymie
Zur Namensherkunft des Ortes (erstmals als Metas erwähnt) existieren zwei Thesen, wobei diese soweit übereinstimmen, dass die Bezeichnung im Zusammenhang mit der markanten Felsformation hinter dem Dorf stehen soll. Ernest Nègre deutet den Namen als die französisierte Form des okzitanischen Wort meya, was Mühlstein bedeutet, Michel de la Torre dagegen interpretiert Metas über das Lateinische als „Sitzbank“, „Sitzreihe“ (für die  Büßer).

### Mittelalter
Erste Erwähnung findet Les Mées im Jahre 1098 unter den Namen Metas und Las Medas. Es bildete sich ein befestigter Ort heraus der im 13. Jahrhundert von Syndici verwaltet wurde. 1353 kam Les Mées unter die Herrschaft der Vizegrafschaft von Valernes. Später war das Lehen bis zum 16. Jahrhundert zwischen den Familien Montfort und Beaufort aufgeteilt. Eine Fähre über die Durance ist für das Jahr 1348 nachgewiesen. Im Spätmittelalter kam der Ort in den Genuss einer Maut, die den Reisenden nach Digne im Tal der Bléone abverlangt wurde.
Im Jahre 1348 exilierte die aus Neapel vertriebene Königin Johanna I. von Anjou in die Provence. Um sich die Mittel für die Rückeroberung des Königreiches Neapel zu verschaffen, verkaufte sie die Stadt Avignon für 80.000 Gulden an den Papst. Dafür erhielt sie obendrein die päpstliche Absolution, die sie vom Verdacht die Ermordung ihres ersten Gatten Andreas von Ungarn inszeniert zu haben, reinwusch. Dankbar übergab sie daraufhin dem Bruder des Papstes, Guillaume II Roger, das Lehen von Valernes, welches 1350 zur Vizegrafschaft erhoben wurde. Diese Vizegrafschaft umfasste die Gemeinden Bayons, Vaumeilh, La Motte, Bellaffaire, Gigors, Lauzet, Les Mées, Mézel, Entrevennes und Castellet. Dazu zählten auch Gebiete die von den genannten Gemeinden abhängig waren und die Ausübung der Gerichtsbarkeit. Der erwähnte Guillaume Roger entstammte der Familie Beaufort-Canillac, die sich früher Familie von Montboissier genannt hatte.

### Neuzeit
Die Familie Beaufort-Canillac wohnte weit weg in der Auvergne und setzte deshalb in Les Mées einen Gutsverwalter ein. Dieser trat sehr herrisch und maßlos auf und wurde deshalb von den Bewohnern bekämpft. Um mehr Selbstständigkeit zu erlangen und die Steuerlast zu senken, begann die Bevölkerung mit dem Aufkauf der Regalien. 1519 erkaufte sie sich die Abschaffung des Mühlenzwangs, das Recht zum Betreiben von eigenen Brotöfen und die Erlaubnis Wasser in Mühlenteiche zu leiten. 1551 kauften sich die Einwohner von der Grundnutzungsgebühr frei und übernahmen 1592 die Gerichtsbarkeit und das Recht zum Einzug der Maut. Im selben Jahr fiel auch die Abgabe für die Burg, welche die Bevölkerung eh nicht mehr schützen konnte, da sie zerstört war, weg. Ab 1660 erhielt die Gemeinde die Hälfte des Erlöses, welche mit dem Fährbetrieb über die Durance erwirtschaftet wurde.
Grundstücke von mehreren hundert Hektar an den Flüssen Durance und Bléone gehörten damals der Kirche und wurden bewässert. Um ihren Einfluss geltend zu machen, unterhielt der Klerus bis zu achtzehn Priester vor Ort. Die Reformation fand in Les Mées eine gewisse Resonanz und ein Teil der Bevölkerung konvertierte. Trotz der Hugenottenkriege konnte sich dank dem Edikt von Nantes aus dem Jahre 1598 in der ersten Hälfte des 17. Jahrhunderts eine protestantische Gemeinde halten. Aber der Druck der sowohl vom Parlement wie auch vom Bischof kam, wurde zu stark und die bekennenden Hugenotten zerstreuten sich, noch bevor der inzwischen erwachsen gewordene König Ludwig XIV. 1660 die Regierung selbst in die Hand nahm.
Während der Aufständen, die unter dem Namen Fronde bekannt sind, revoltierte die Bevölkerung von Les Mées 1649 gegen die absolute Macht des Königs und schlug sich auf die Seite des Parlement de Provence, doch wurde die Rebellion von der Kavallerie von Digne niedergeschlagen und die Stadt musste 6.000 Livres Buße entrichten. Im 18. Jahrhundert erhielt Les Mées das Recht zur Durchführung einer jährlichen Messe (1713–1789). Vor der Französischen Revolution gab es vor Ort eine Freimaurerloge.

### Neuere Geschichte
Die erste Hängebrücke über die Durance wurde 1841–1843 von einer privaten Gesellschaft errichtet. Sie wäre  gebührenpflichtig gewesen und sollte die Fähre Bac du Loup, welche Les Mées mit Ganagobie verband, ablösen. Doch noch am Tag der Einweihung wurde sie von einem Hochwasser mitgerissen. So blieb der Fährdienst bis 1857 in Betrieb, dann wurde er durch eine neue 82 Meter langen Brücke ersetzt, die nun mautfrei war. 1904 wurde sie mit zusätzlichen Kabeln verstärkt und 1941 restauriert. Die Alliierten wollten die Verbindung während der Befreiung Frankreichs von der Wehrmacht zerstören, doch ihre Bomben von 15. und 16. August 1944 verfehlten das Ziel und verursachten stattdessen den Tod von rund hundert Personen in Digne und Sisteron. Schließlich gelang es der Résistance die strategisch wichtige Verbindung mittels Sabotageakten zu unterbrechen. Nach dem Zweiten Weltkrieg wurde eine provisorische Fußgängersteg errichtet, welcher 1952–1956 von einer 172 Meter langen Warren-Fachwerkbrücke mit Stahlträgern ersetzt wurde.
Im September 1939 wurden in Les Mées unerwünschte Ausländer, darunter viele deutsche und österreichische Antifaschisten interniert, die dann zwischen Mai und August 1940 nach Les Milles verlegt wurden.
Von Januar 1940 bis Oktober 1943 war in Les Mées außerdem eine Gruppe sogenannter Fremdarbeiter (GTE – Groupement de Travailleurs Étrangers) interniert.:S. 564 Das Lager firmierte zunächst als GTE 213 und ab 1941 als GTE 702. Laut AJPN waren die Arbeiter in zwei Gruppen aufgeteilt: Die eine fällte unter der Leitung der Forstverwaltung Bäume und erledigte deren Verkohlung, die andere arbeitete in der Landwirtschaft, in der Industrie (Saint-Auban) und im Bergbau (Sigonce). Nach Eggers fanden die Arbeiten in Saint-Auban in einer Chemiefabrik statt. Er erwähnt zudem ein Außenlager der GTE in Chaudon-Norante:S. 142, während umgekehrt Les Mées auch Sitz einer 70 Mann starken Abordnung aus dem Lager Forcalquier gewesen sei. Außerdem seien in die GTE ab Herbst 1941 auch Juden eingegliedert worden.
Während des Zweiten Weltkrieges retteten Jehan Dienne und seine Frau Marie-Jeanne mit ihrer Schwiegermutter Elizabeth Roubinet zahlreiche Juden vor der Deportation. Dafür erhielten die Helfer den Ehrentitel „Gerechte unter den Völkern“ verliehen.

### Wappen
Blasonierung: In Rot ein silbernes „M“ unten begleitet von drei Rosen derselben Farbe und oben komplettiert mit drei güldenen Fleurs-de-Lis.
Devise: DE ROSIS AD LILIA („Von den Rosen zu den Lilien“). 
Redendes Wappen: Das Schriftzeichen „M“ ist der Anfangsbuchstabe der Gemeinde. Im 16. Jahrhundert kauften die Bürger von Les Mées die Rechte von der damaligen lokalen Herrscherfamilie Beaufort-Canillac, dessen Wappensymbol die Rose war, nach und nach auf und huldigten darauf dem französischen König, dessen Symbol die Lilienblüte war.

### Bevölkerungsentwicklung
| Jahr      | 1962 | 1968 | 1975 | 1982 | 1990 | 1999 | 2009 | 2018 |
| --------- | ---- | ---- | ---- | ---- | ---- | ---- | ---- | ---- |
| Einwohner | 2370 | 2063 | 2128 | 2275 | 2601 | 2925 | 3671 | 3740 |

## Legende
Der Legende nach stellten die Mönche der Montagne de Lure zur Zeit der Invasion der Sarazenen im 8. Jahrhundert den schönen Töchter der Mauren, die ein Ritter von einem Kreuzzug heimbrachte, nach. Daraufhin wurden die Ordensbrüder zur Strafe vom hl. Donatus an Ort und Stelle versteinert, wo sie noch heute Buße tun.

## Sehenswürdigkeiten

### Les Pénitents
Ein einziger Fußweg erlaubt die Überquerung der Pénitents. Diese gut vier Kilometer lange Route beginnt in Les Mées, steigt dann bis zur Krete an, verläuft ein Stück parallel zum Gebirgskamm und führt am von Les Mées entfernten Ende über den Grat, bevor sie – nun über den gegenüberliegenden Abhang – den Fuß des Felsens erreicht. Die weiteren Schluchten sind schwierig zu begehen und steinschlaggefährdet. Das Erklettern ist nicht möglich, da das Gestein dafür zu locker ist. Die beiden Höhlen Grotte des Loups („Wolfsgrotte“) und Grotte du Magicien („Grotte des Zauberers“) sind leicht zugänglich. Der Einstieg in eine dritte Höhle, welche ein Artefakt aus zwei gekreuzten Balken beherbergt, ist dagegen schwierig. An deren Steinwänden wurden nicht zu datierende Einmeißelungen gefunden, die der Verankerung von Holzbalken hätten dienen können. Die Bedeutung des Kreuzes und der potentiellen Balkenauflagen liegen im Dunkeln.

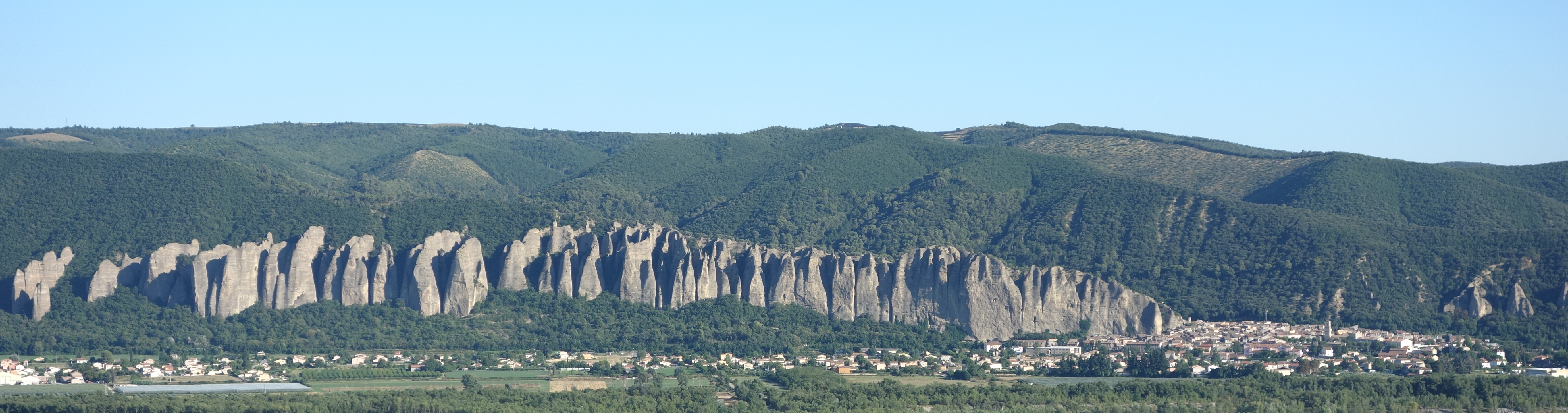
Les Pénitents

### Kapelle Saint-Honorat
Die romanische Kapelle Chapelle Saint-Honorat aus dem späten 13. oder frühen 14. Jahrhundert in der Nähe des Weilers Paillerols (auf dem Gebiet das Les Petits Camps genannt wird) unterstand der Abtei von Boscodon. Die beiden an den Chor angebauten Kapellen täuschen ein Querschiff vor. Die Kapellen sind mit Tonnengewölben überdeckt und der Chor schließt direkt mit der senkrechten Fassademauer (chevet plat) ab. Das Tympanon über dem Westportal ist monolithisch und mit einem Ankerkreuz verziert. Die Fassade ist mit einem Ochsenauge geschmückt. Das Bauwerk, welches seit 1983 ein französisches Kulturdenkmal. ist, ist leider in einem schlechten Zustand: Der Glockengiebel ist teilweise eingestürzt.

### Pfarrkirche Notre-Dame-de-l’Olivier
Die Pfarrkirche Notre-Dame-de-l’Olivier wurde 1562 vom Hugenottenführer Paulon de Richieu zerstört, 1593 aber wieder neu aufgebaut. Der Chor verfügt über ein Kreuzrippengewölbe. Im Nordtrakt der Kirche befindet sich eine drei Joch lange Kapelle (vielleicht ein ehemaliges Seitenschiff), deren Ausarbeitung unterschiedlich ist: Eines der Joche ist spitzbogig und mit filigranen Säulen, die mit Laub verziert sind, ausgestattet; die anderen beiden Joche sind ebenfalls spitzbogig, aber älter und die Säulen haben hier eine stützende Funktion. Eine genaue Datierung dieser Gebäudeteile ist schwierig, sie entstanden aber zwischen dem 16. Jahrhundert und dem Jahr 1651. Der aus Kieselsteinen gemauerte zweistöckige Glockenturm ist massiv und stammt aus dem Jahre 1560. Er ist mit einer Uhr versehen und schließt mit einem markanten, aus Eisen geschmiedeten Aufbau ab. Die Innenausstattung umfasst ein Gemälde der Jungfrau Maria aus dem frühen 18. Jahrhundert, das heute dem Barockmaler Michel Serre zugeschrieben wird.

### Weitere Bauten
- Das Portal Portail Saint-Félix an der Rue Font-Neuve ist seit 1989 ein französisches Kulturdenkmal.[19]
- Die Kapelle Saint Roch liegt oberhalb des Dorfes am Fuße des Felsmassivs Les Pénitents. Sie geht auf das 11. Jahrhundert zurück, wurde seither jedoch stark verändert.[17]

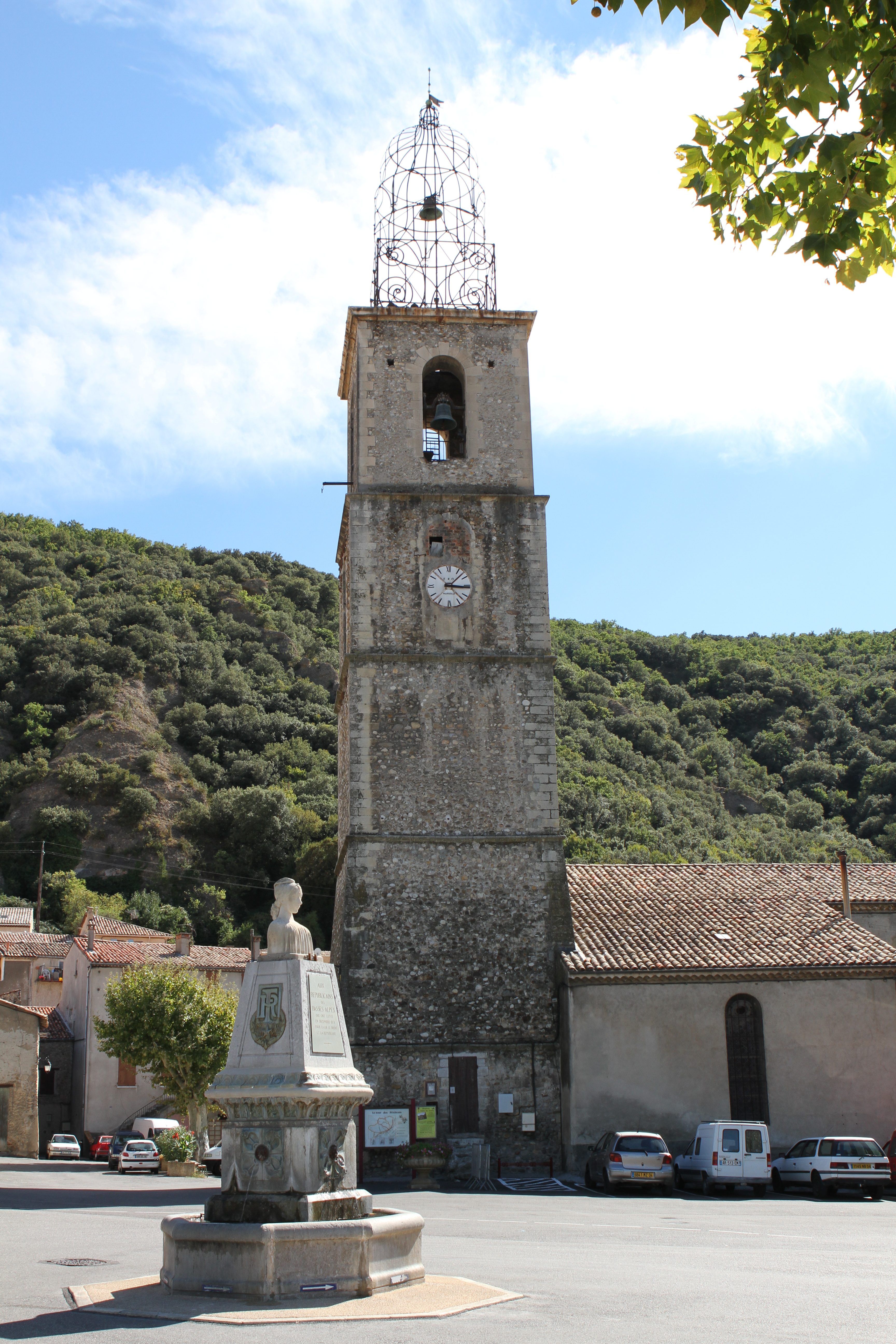
Notre-Dame-de-l’Olivier
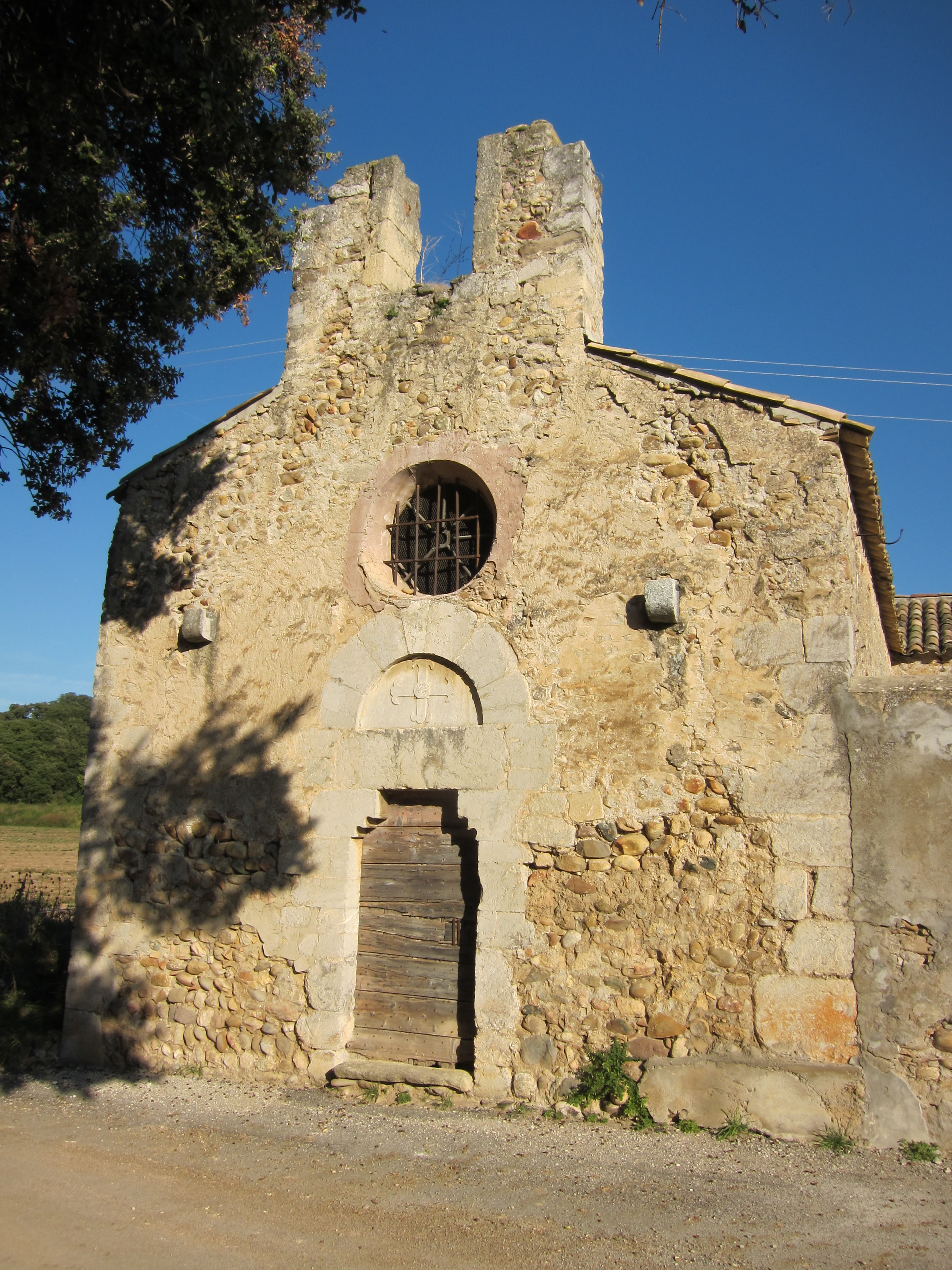
Kapelle Saint-Honorat
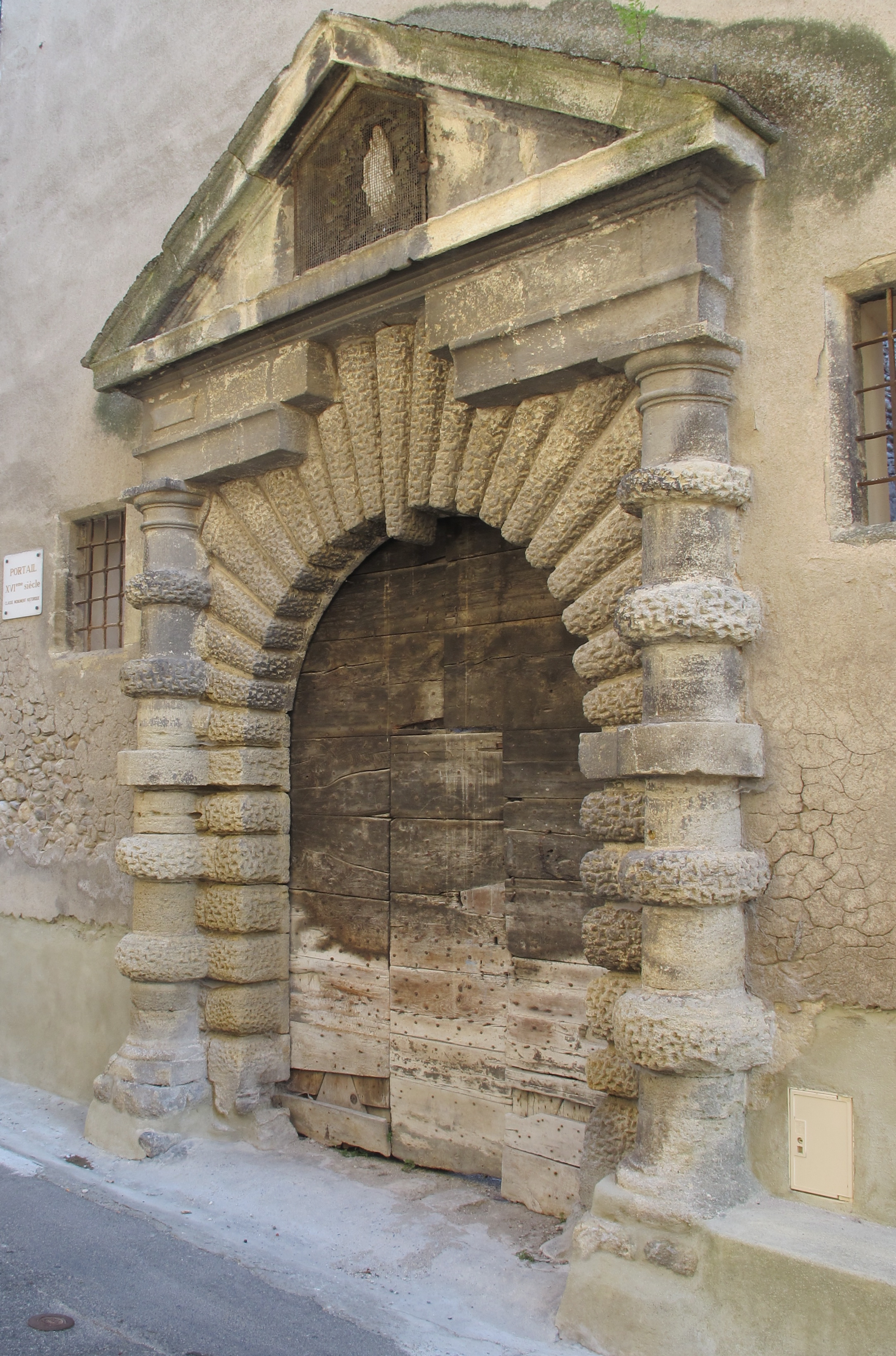
Portal Saint-Félix
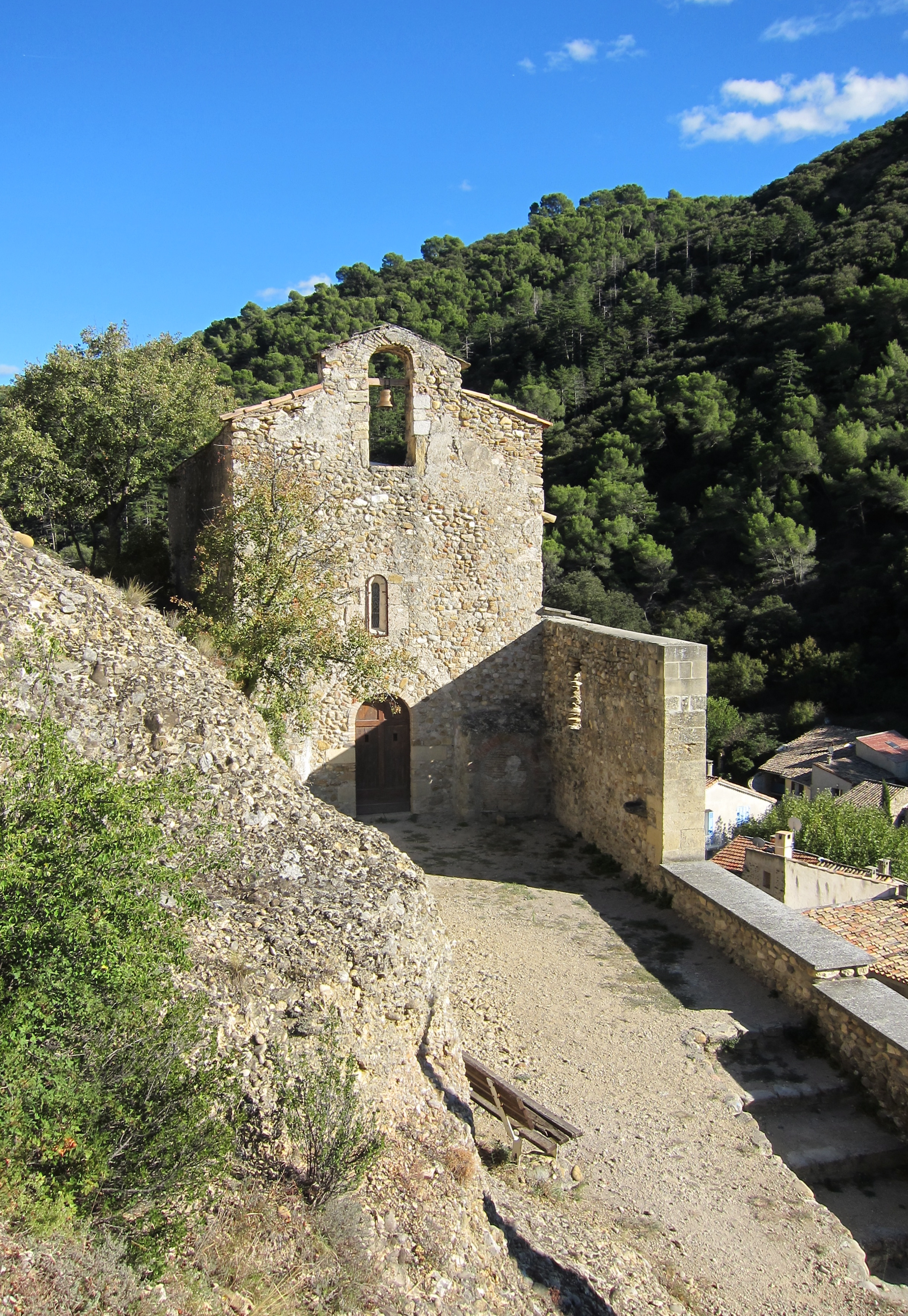
Kapelle Saint-Roch